# Ali Mohamed Shein
Ali Mohamed Shein (ur. 13 marca 1948 w Chokocho, Pemba) – zanzibarski i tanzański polityk. Wiceprzewodniczący Partii Rewolucji. wiceprezydent Tanzanii od 13 lipca 2001 do 3 listopada 2010 i od 3 listopada 2010 prezydent Zanzibaru.